# تپه قلعه چم لاواردار
تپه قلعه چم لاواردار مربوط به دوران پیش از تاریخ ایران باستان - سده‌های اولیه دوران‌های تاریخی پس از اسلام است و در شهرستان قم، بخش سلفچگان، دهستان نیزار، روستای نیزار واقع شده و این اثر در تاریخ ۲۲ آبان ۱۳۸۶ با شمارهٔ ثبت ۲۰۱۵۲ به‌عنوان یکی از آثار ملی ایران به ثبت رسیده است.